# Vuolep Bållávrre
Vuolep Bållávrre, enligt tidigare ortografi Vuolep Pållaure, är en sjö i Jokkmokks kommun i Lappland och ingår i Luleälvens huvudavrinningsområde. Sjön har en area på 0,346 kvadratkilometer och ligger 726 meter över havet. Vuolep Bållávrre ligger i Padjelanta Natura 2000-område. Sjön avvattnas av vattendraget Bållávrjåhkå..

## Delavrinningsområde
Vuolep Bållávrre ingår i det delavrinningsområde (746530-154500) som SMHI kallar för Mynnar i Kieddejåkkå. Medelhöjden är 977 meter över havet och ytan är 44,14 kvadratkilometer. Det finns inga avrinningsområden uppströms utan avrinningsområdet är högsta punkten. Bållávrjåhkå som avvattnar avrinningsområdet har biflödesordning 3, vilket innebär att vattnet flödar genom totalt 3 vattendrag innan det når havet efter 434 kilometer. Avrinningsområdet består mestadels av kalfjäll (97 procent). Avrinningsområdet har 1,41 kvadratkilometer vattenytor vilket ger det en sjöprocent på 3,2 procent.